# Ewerlöf
Ewerlöf är en svensk släkt från Skåne.
Släktens stamfader Henrik Johansson (1682–1786) antog namnet Ewerlöf efter Everlövs socken i Skåne, där han var född på Gästgivaregården. Hans far Johan Johansson var häradsskrivare i Torna, Bara och Harjagers härader i Skåne. Henrik Ewerlöf var verksam som kronofogde i Norra och Södra Åsbo samt Bjäre härader. Mellan 1706 och 1712 var han sekreterare hos generalguvernören Magnus Stenbock.
Henrik Ewerlöf gifte sig med Christina Leche (1691–1746), som var dotter till en kyrkoherde. Deras son Jöns Ewerlöf (1714–1799) var kyrkoherde i Välinge församling och Kattarps församling i Lunds stift. Tillsammans med sin första hustru Mariana Delphin (1721–1773) hade han bland andra sönerna Peter Gotthard (1756–1819), som bildade äldre grenen, och Frans Jacob (1758–1829), som bildade yngre grenen av släkten Ewerlöf.
År 1966 bildades släktföreningen Ewerlöf.
Bland nutida ättlingar märks skådespelaren Katarina Ewerlöf, hennes kusin hovrättsdomaren Göran Ewerlöf och hans dotter friidrottaren Malin Ewerlöf, vilka alla tillhör släktens äldre gren.

## Stamtavla över kända medlemmar
- Johan Johansson, häradsskrivare
  - Henrik Ewerlöf (1682–1786), kronofogde
    - Jöns Ewerlöf (1714–1799), kyrkoherde
      - Peter Gotthard Ewerlöf (1756–1819), häradsskrivare, hovkamrer, vice kyrkoinspektor, bildade ÄLDRE GRENEN
        - Jöns Gotthard Ewerlöf (1793–1876), vice häradshövding, häradsskrivare, kronofogde
          - Gotthard Petter Ewerlöf (1821–1899), vice häradshövding, aktuarie
            - Carl Gotthard Ewerlöf (1855–1938)
              - Knut G. Ewerlöf (1890–1973), statsråd, gift med Elsa Ewerlöf, riksdagsman
                - Gunnar Ewerlöf (1913–1979), advokat, en tid gift med Gerd Hagman, skådespelare
                  - Katarina Ewerlöf (född 1959), skådespelare

                - Bengt Ewerlöf (1917–1977), jurist, direktör
                  - Göran Ewerlöf (född 1944), lagman
                    - Pontus Ewerlöf (född 1970), advokat
                    - Malin Ewerlöf (född 1972), friidrottare

                  - Birgitta Ryott Härenstam, ogift Ewerlöf (född 1946), marknadschef vid Nationalmuseum, änka efter Magnus Härenstam

        - Isak Adam Ewerlöf (1798–1877), kronofogde
          - Bernhard Pommer Ewerlöf (1834–1900), drätselkamrer
            - Viktor Ewerlöf (1860–1942), apotekare
              - Carl Bernhard Ewerlöf (1891–1941), direktör
                - Hans Ewerlöf (född 1929), ambassadör, hovmarskalk

            - William Ewerlöf (1865–1948), köpman

      - Frans Jacob Ewerlöf (1758–1829), amiralitetslöjtnant, navigationsdirektör, bildade YNGRE GRENEN
        - Frans Ewerlöf (1799–1883), ämbetsman, författare
          - Fritz Ewerlöf (1843–1909), överste
            - Oskar Ewerlöf (1876–1934), jurist och diplomat
            - Olga Ewerlöf (1880–1976), gift med Eric Virgin, generalmajor

          - Waldemar Ewerlöf (1845–1911), överste